# Szpital Huoshenshan w Wuhanie
Szpital Huoshenshan (chiń. upr. 火神山医院; chiń. trad. 火神山醫院; pinyin Huǒshénshān Yīyuàn) – szpital specjalistyczny w Wuhanie, stolicy prowincji Hubei na terenie Chińskiej Republiki Ludowej. Szpital powstał jako odpowiedź na rozprzestrzenianie się wirusa SARS-CoV-2.
Prace budowlane rozpoczęto 24 stycznia 2020 roku, szpital rozpoczął działalność 3 lutego 2020. Ośrodek leczniczy zlokalizowany jest w dzielnicy Caidian, celem leczenia ludzi zarażonych wirusem.
Szpital ten jest wzorowany na szpitalu Xiaotangshan, który został wybudowany w Pekinie w ciągu sześciu dni podczas pandemii wirusa SARS w 2003 roku.
W działaniu szpitala pomagają roboty medyczne.